# ウー・ライフ
ウー・ライフ（WU LYF）は、イギリスのインディー・ロックバンド。2008年にマンチェスターで結成。正式名称は、ワールド・ユナイト・ルシファー・ユース・ファンデーション（World Unite Lucifer Youth Foundation）。
2010年にシングル「Heavy Pop / Concrete Gold」を発売。同年のNME新人ベストで3位に選出される。2011年6月にアルバム『ゴー・テル・ファイアー・トゥ・ザ・マウンテン』を発売し、同年のフジロックフェスティバルに出演。9月にはアルバムから「We Bros」をシングルカット。
2012年11月にボーカルのエラリー・ロバーツが「I am gone. This isn't the end. This is the beginning.（私はもういない。これは終わりじゃない。始まりだ）」というバンドに向けた動画メッセージを公開し、そのまま事実上の解散となる。その後、ロバーツ以外のメンバーはロス・ポルコス（Los Porcos）として活動。
2025年3月、バンドのウェブサイトが更新され、カウントダウン・タイマーが表示されるようになった。カウントダウンは2025年4月1日に終了し、13年ぶりのシングル「A New Life Is Coming」のリリースと、ライブ公演やヨーロッパでのフェスティバル参加の日程について発表した。

## メンバー
- エラリー・ロバーツ (Ellery James Roberts) — リード・ボーカル、オルガン
- エヴァンス・ケイティ (Evans Kati) — ボーカル、ギター、ハーモニカ
- トム・マックラング (Tom McClung) — ボーカル、ベース、ギター
- ジョー・マニング (Joe Manning) — ドラム、ピアノ

## ディスコグラフィ

### アルバム
- 『ゴー・テル・ファイアー・トゥ・ザ・マウンテン』 - Go Tell Fire to the Mountain (2011年)

### シングル
- "Heavy Pop" / "Concrete Gold" (2010年)
- "We Bros" (2011年)
- "T R I U M P H" (2012年)
- "A New Life Is Coming" (2025年)[4]